# Байам-Мартин (остров)
Байам-Мартин (англ. Byam Martin Island) — остров Канадского Арктического архипелага. Относится к группе островов Королевы Елизаветы. В настоящее время остров необитаем (2012).

## География
Площадь острова составляет 1 150 км², он занимает 17-е место по площади среди островов Королевы Елизаветы. Максимальная длина острова составляет 46 километров, максимальная ширина равна 37 километрам.
Остров Байам-Мартин лежит к северу от пролива Вайкаунт-Мелвилл, от острова Мелвилл, лежащего в 27 км к западу, отделён проливом Байам, от острова Батерст, лежащего в 35 км к северо-востоку — проливом Остин.

## История
Остров открыт в августе 1819 года английским военным моряком Вильямом Эдвардом Парри во время своей первой морской экспедиции по поиску Северо-западного прохода из Атлантического в Тихий океан и назван им в честь адмирала Томаса Байама Мартина (Thomas Byam Martin, 1773—1854).